# Sällskapet för folkundervisningens befrämjande
Sällskapet för folkundervisningens befrämjande (SFUB) har som uppgift att främja folkundervisningen i Sverige.
Sällskapet ger stöd till kompetensutveckling av lärare, skolledare och övrig högskoleutbildad pedagogisk personal i första hand genom att dela ut stipendier för studieresor utomlands eller språkresor för att förbättra sina kunskaper för undervisningen. 
Resestipendierna ger möjlighet till deltagande i kurser och konferenser samt till studiebesök i skolor etc. i andra länder. Förutsättningarna för att bevilja stipendier är att den sökande har erforderlig kompetens som pedagog och har tjänstgjort i minst fem år efter examen.
Vid bedömningen av ansökningarna beaktas främst ändamålets relevans för undervisningen, dvs. om studieresan kan bidra till en förbättring eller en utveckling av skolarbetet. De ansökningar som prioriteras är de som redovisar en övertygande motivering liksom en tydlig förankring i skolarbetet. Andra aspekter som beaktas är att studieresan är väl planerad och att den sökande är beredd att sprida resultaten och erfarenheterna från studieresan i sitt fortsatta skolarbete. Stipendier beviljas inte till resor som görs i forskningssyfte.
SFUB strävar efter en rimlig fördelning av stipendier när det gäller regioner, kön och skolformer.

## Historia
Sällskapet för folkundervisningens befrämjande (SFUB) är ett gammalt sällskap som bildades 1822. Sällskapet hade då till syfte att verka för en allmän folkbildning.
SFUB hette från början Sällskapet för växelundervisningens befrämjande, där växelundervisning syftade på den undervisningsform där äldre skolelever under en lärares ledning undervisade sina yngre kamrater. Syftet var att göra det möjligt att undervisa ett stort antal elever samtidigt, vilket sågs som ett sätt att avhjälpa bristen på allmän skolundervisning.
I dag är sällskapet verksamt främst genom att dela ut stipendier till lärare, skolledare och övrig högskoleutbildad pedagogisk personal för studieresor utomlands.

### Ordförande
- 1822–1842: Jacob De la Gardie
- 1912: Herman Palmgren
- Axel Afzelius
- 1955–1975: Johan Nordenfalk
- Lennart Orehag